# تسبیح انار
تسبیح انار (لهستانی: Różaniec z granatów) یک فیلم جنگی لهستانی است که در سال ۱۹۷۰ منتشر شد. این فیلم دربارهٔ یک مهاجر لهستانی به نام کساوری پروشینسکی است که برای آزادسازی پاریس از یوغ آلمان نازی و همچنین برای دست‌یابی به آزادی در جنگ داخلی اسپانیا جنگید.

## گزیدهٔ بازیگران
- دانیل اولبریخسکی
- کریستینا کروپسکا-ویوتسکا
- لئون نیمچیک
- جک رکنیتس
- آندژی شالافسکی
- یانوش زاکژینسکی